# アメリカ合衆国の州旗一覧
アメリカ合衆国の州旗の一覧。アメリカ合衆国の州旗はすべて、それぞれの地域の特徴や歴史を象徴しており、様々な概念やデザインを持つ。全50州の旗は全て独自のデザインを持っている。

## 現在の州旗

アラバマ州の旗
アラスカ州の旗
アリゾナ州の旗
アーカンソー州の旗
カリフォルニア州の旗
コロラド州の旗
コネティカット州の旗
デラウェア州の旗
フロリダ州の旗
ジョージア州の旗
ハワイ州の旗
アイダホ州の旗
イリノイ州の旗
インディアナ州の旗
アイオワ州の旗
カンザス州の旗
ケンタッキー州の旗
ルイジアナ州の旗
メイン州の旗
メリーランド州の旗
マサチューセッツ州の旗
ミシガン州の旗
ミネソタ州の旗
ミシシッピ州の旗
ミズーリ州の旗
モンタナ州の旗
ネブラスカ州の旗
ネバダ州の旗
ニューハンプシャー州の旗
ニュージャージー州の旗
ニューメキシコ州の旗
ニューヨーク州の旗
ノースカロライナ州の旗
ノースダコタ州の旗
オハイオ州の旗
オクラホマ州の旗
オレゴン州の旗（表面）
オレゴン州の旗（裏面）
ペンシルベニア州の旗
ロードアイランド州の旗
サウスカロライナ州の旗
サウスダコタ州の旗
テネシー州の旗
テキサス州の旗
ユタ州の旗
バーモント州の旗
バージニア州の旗
ワシントン州の旗
ウェストバージニア州の旗
ウィスコンシン州の旗
ワイオミング州の旗
コロンビア特別区の旗

## 過去の州旗

?アラバマ州の旗 （1861年 - 1865年、表面）
?アラバマ州の旗 （1861年 - 1865年、裏面）
?カリフォルニア共和国の旗 （1846年）
?西フロリダの旗 （1810年）
?フロリダ州の旗 （1861年、非公式）
?フロリダ州の旗 （1868年 - 1900年）
?ルイジアナ州の旗 （1861年1月、非公式）
?ルイジアナ州の旗 （1861年2月 - 1912年）
?ミネソタ州の旗 （1957年 - 1983年）
ミシシッピ州の旗 （1861年 - 1865年、非公式）
?ミシシッピ州の旗 （1894年 - 1996年）
?ミシシッピ州の旗 （1996年 - 2001年）
?ミシシッピ州の旗 （2001年 - 2020年）
?ノースカロライナ州の旗 （1861年 - 1885年）
?オクラホマ州の旗 （1911年 - 1925年）
?サウスカロライナ州の旗 （1861年1月26日 - 28日）
?テキサス共和国の旗 （1836年 - 1839年）
?バーモント共和国の旗（1777年 - 1791年）
?ジョージア州の旗 （1879年以前、非公式）
?ジョージア州の旗 （1920年 - 1956年）
?ジョージア州の旗 （1956年 - 2001年）
?ジョージア州の旗 （2001年 - 2003年）
?マサチューセッツ州の旗 （1971年以前、裏面）